# Myxobolus petruschewskii
Myxobolus petruschewskii is een microscopische parasiet uit de familie Myxobolidae. Myxobolus petruschewskii werd in 1964 beschreven door Zhukov. 